# Allobaccha nigroscutata
Allobaccha nigroscutata är en tvåvingeart som först beskrevs av Günther Enderlein 1938.  Allobaccha nigroscutata ingår i släktet Allobaccha och familjen blomflugor.
Artens utbredningsområde är Madagaskar. Inga underarter finns listade i Catalogue of Life.